# نوآ وایل
نوآ وایل (به انگلیسی: Noah Wyle) (زاده ۴ ژوئن ۱۹۷۱) بازیگر آمریکایی است.
از فیلم‌های معروف او می‌توان به بازی در فیلم دانی دارکو، اولئاندر سفید، قلب‌های ناراست، افسانه اثر انگشت‌ها، عزیزم رفت و مجموعه کتاب دار اشاره کرد.